# Український інститут підвищення кваліфікації працівників телебачення, радіомовлення і преси
Український інститут підвищення кваліфікації працівників телебачення, радіомовлення і преси (Укртелерадіопресінститут) — український інститут підвищення кваліфікації працівників телебачення радіомовлення та преси, створений 27 листопада 1971 року.
Кожного року інститут готує більш 600 фахівців медіа за державною програмою і більш 200 фахівців на комерційній основі.
Український інститут підвищення кваліфікації працівників телебачення, радіомовлення і преси підвищує кваліфікацію та веде перепідготовку творчих працівників, інженерно-технічних спеціалістів, управлінського апарату державних, комерційних ефірних та кабельних телерадіокомпаній і друкованих видань.
В Інституті також навчаються і підвищують свою кваліфікацію державні службовці — працівники підрозділів з питань взаємодії зі ЗМІ та зв’язків з громадськістю центральних та місцевих органів виконавчої влади.
Інститут є навчальним закладом, що входить до структури Державного комітету телебачення і радіомовлення України і функціонує на підставі п. 16 ч. 4 Положення про Держкомтелерадіо України, який «забезпечує підвищення кваліфікації працівників засобів масової інформації, видавничої, поліграфічної сфер».